# أولغا فرايدنبرغ
أولغا فرايدنبرغ (15 مارس 1890، أوديسا - 6 يوليو - 1955، لينينغراد) (بالروسية: О́льга Миха́йловна Фре́йденберг) هي عالمة فلك روسية-سوفيتية، أحد رواد الدراسات الثقافية في روسيا. ابن عمها الكاتب الشهير بوريس باسترناك.

## مسيرتها
ولدت أولغا فرايدنبرغ لآنا أوسيبوفنا باسترناك وميخائيل فيليبوفيتش فرايدنبرغ. سافرت إلى أوروبا لدراسة اللغات الأجنبية بمفردها. مع اندلاع الحرب العالمية الأولى، عادت إلى روسيا وأصبحت ممرضة عسكرية.
في وقت لاحق تخرجت من جامعة سانت بطرسبرغ الحكومية في عام 1923، وناقشت أطروحتها للدكتوراه سنة 1924 بعنوان «أصول الرواية اليونانية».
كانت الجامعة قد بدأت في قبول الفتيات في عام 1917، وبذلك أصبحت فرايدنبرغ أول امرأة تناقش أطروحتها في فقه اللغة الكلاسيكية. في عام 1935 حصلت على أعلى درجة علمية روسية في العلوم.
خلال فترة ستالين تعرضت للاضطهاد وتم اعتقال شقيقها.